# André Besqueut
André Besqueut, né le 15 juillet 1850 à Saint-Christophe-sur-Dolaison en Haute-Loire, est un frère jésuite, sculpteur de profession. Il meurt à Vals près du Puy-en-Velay le 13 novembre 1942 à l'âge de 92 ans.

## Biographie
Son père, sabotier, l’initia dès son plus jeune âge à la sculpture du bois et notamment à la sculpture de petits sujets. En 1862, alors qu'il n'avait que 12 ans, il rencontra l'écrivain Aimé Giron qui le présenta à un sculpteur réputé de la région, Jean-Antoine Cubizolle (ou Cubisole). Plus tard, autour de ses 22 ans, il passera deux ans aux Beaux Arts grâce à la générosité d'un mécène. En 1873, il est le lauréat du Prix Crozatier.   
À son retour des Beaux Arts, il choisit la voie religieuse et devient frère jésuite. Ses supérieurs l'encouragent grandement à continuer ses œuvres artistiques et c'est d'ailleurs avec l'accord du Pape[réf. souhaitée] qu'il réalise environ une cinquantaine de statues. Sa carrière artistique lui permet de voyager à Gand, à Paris et à Rome.  
En 1912, il présente sa sculpture de Jeanne d'Arc au salon de Paris[réf. souhaitée]. Cette œuvre sera ensuite reproduite à de nombreux exemplaires. En 1921, il sculpta celle du monument aux morts de Saint-Privat-d'Allier.
Une exposition rétrospective a eu lieu du 15 novembre 1996 au 31 mars 1997 dans le Musée Crozatier au Puy-en-Velay. Aujourd'hui encore, la plupart de ses œuvres se trouvent dans ce musée.

## Principales œuvres
La plupart de son œuvre se compose de bustes et de portraits d'inspiration religieuse.

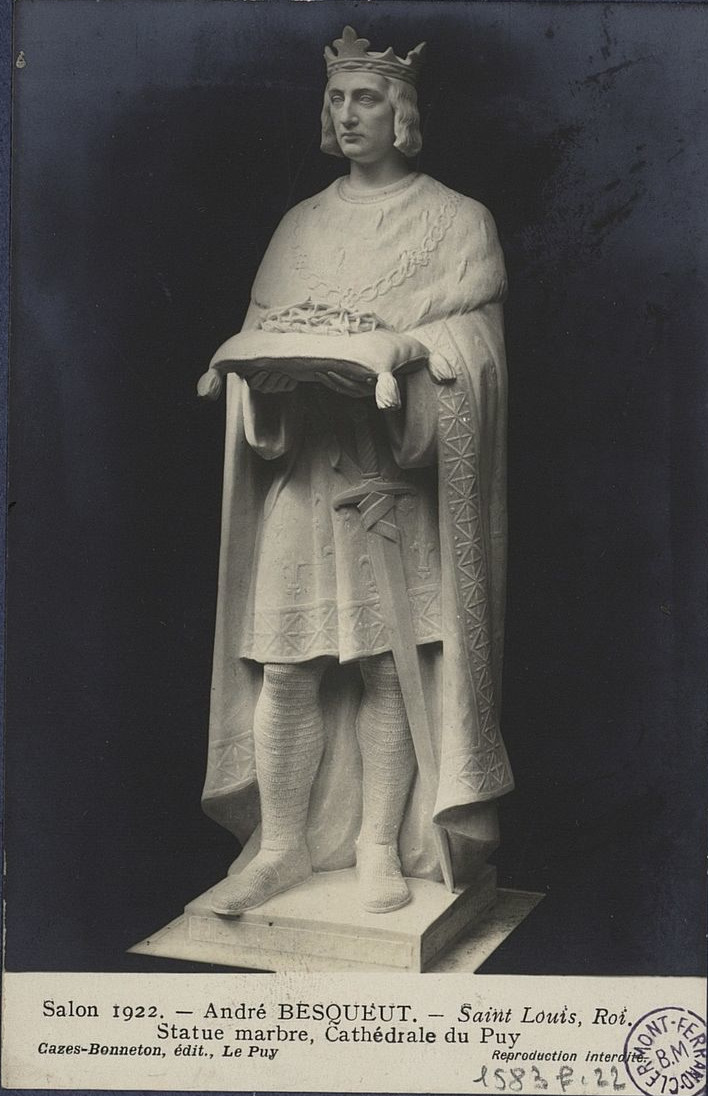
Sculpture Saint Louis par André Besqueut

- Sculpture Saint Louis par André BesqueutSaint Louis pour la cathédrale du Puy en Velay
- Jeanne d'Arc pour la cathédrale du Puy en Velay (1912)
- Saint Ignace de Loyola pour la basilique du Sacré-Cœur de Montmartre[3]